# Benoît Poelvoorde
Benoît Poelvoorde (Namur; 22 de setembre 1964) és un actor i comediant belga.

## Biografia
Benoît va néixer a la ciutat de Namur (Bèlgica), el seu pare era camioner i la seva mare és l'actriu Jacqueline Pappaert, més coneguda com Jacqueline Poelvoorde-Pappaert, que en els seus anys de matrimoni tenia una botiga. Als dotze anys va perdre al seu pare i aviat entraria a estudiar en un internat de jesuïtes a la ciutat belga de Godinne. Amb disset anys va començar a estudiar Arts Aplicades en el Institut Tècnic Félicien Rops de Namur, on va conèixer a Rémy Belvaux. Dotat per al teatre i les interpretacions atípiques, va començar a treballar com fotògraf. Durant els seus estudis de disseny gràfic la Escola de Recerca Gràfica de Brussel·les coneix a André Bonzel, que juntament amb Rémy Belvaux, fan la seva primera pel·lícula, el curtmetratge estudiantil de 13 minuts Pas de C4 pour Daniel Daniel. En 1992 durant la Setmana de la Crítica del Festival de Cannes coneixeria a la que seria la seva esposa, Coralie. En novembre de 2008 va sofrir depressió molt segurament a causa de la seva divorci després de vint anys de matrimoni i durant dos dies va estar ingressat en el Centre Hospitalari Regional de Namur (CDH). En 2010 va confessar la seva bipolaritat.
És amic de Jean-Claude Van Damme, Michel Simon, Raimu i Dany Boon, amb qui ja ha treballat en diverses ocasions

## Carrera

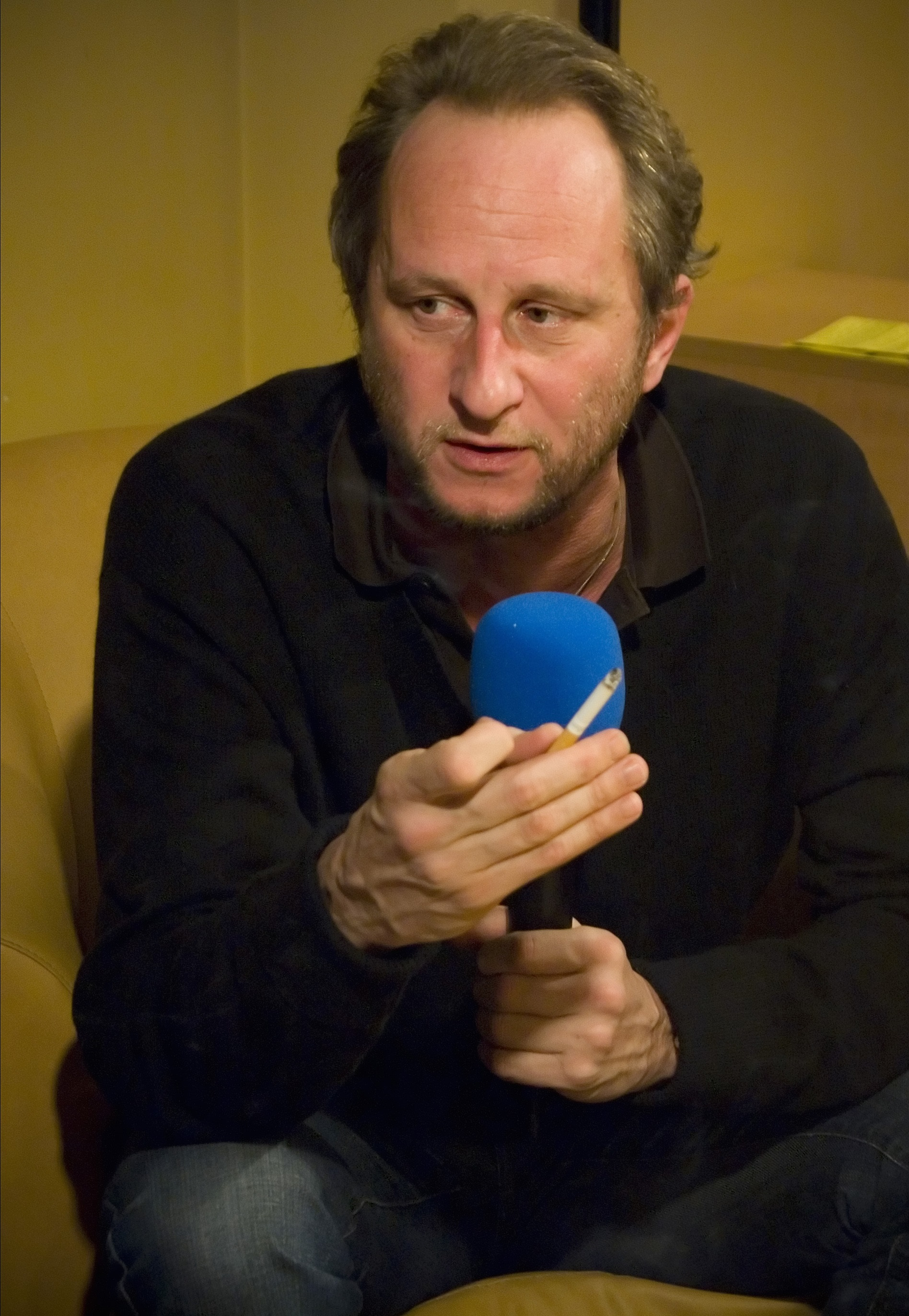
Benoît Poelvoorde el 2007

En 1992, Poelvoorde, Delvaux i Bonzel van dirigir junts el seu primer llargmetratge Va succeir a prop de casa teva, originalment un film de baix pressupost per a projecte fi de graduació (1992) i que va resultar aclamat per la crítica, que es va inspirar en el famós de programa belga "Strip-tease". La pel·lícula va rebre el premi André Cavens per a la Millor Pel·lícula Millor per l'Associació de Crítics de Cinema belga (UCC).
Poelvoorde ha protagonitzat posteriorment diverses sèries de Canal+ i pel·lícules com Les Randonneurs, L'embolat i Podium, que li van donar fama en França i Bèlgica. En 2001, protagonitza Le Vélo de Ghislain Lambert, un film graciós sobre una de les seves passions, la bicicleta. En 2002 va rebre el Premi Jean Gabin per a joves talents. En 2004, va formar part del jurat del Festival de Canes.
El 6 de desembre de 2008 va ser membre del jurat de l'elecció de Miss França a Puy du Foy.
En 2008, amb la pel·lícula Astérix aux Jeux olympiques va assolir fama i es va donar a conèixer al gran públic. Ha protagonitzat el 2009 Coco, de la rebel·lia a la llegenda de Chanel, amb Audrey Tautou; y en 2010, con Isabelle Carré, la comedia de Jean-Pierre Améris, Tímids anònims; i a l'agost intervé en L'autre Dumas, de Safy Nebbou, al costat de Gérard Depardieu i Dominique Blanc. En 2011, va guanyar el premi de l'Audiència als premis Magritte.

## Filmografía seleccionada
| Any  | Títol                                         | Paper                        | Director                             |
| ---- | --------------------------------------------- | ---------------------------- | ------------------------------------ |
| 1992 | Va succeir a prop de casa teva                | Ben                          | Rémy Belvaux i André Bonzel          |
| 1997 | Pour rire !                                   | L’innocent                   | Lucas Belvaux                        |
| 1997 | Les Randonneurs                               | Éric                         | Philippe Harel                       |
| 1998 | Les convoyeurs attendent                      | Roger                        | Benoît Mariage                       |
| 2001 | Le Vélo de Ghislain Lambert                   | Ghislain Lambert             | Philippe Harel                       |
| 2002 | L'embolat                                     | Francis Reggio               | Alain Berberian                      |
| 2003 | Rire et Châtiment                             | El primer instructor d’ajuda | Isabelle Doval                       |
| 2004 | Podium                                        | Bernard Frédéric             | Yann Moix                            |
| 2004 | Atomik Circus, le retour de James Bataille    | Allan Chiasse                | Didier Poiraud i Thierry Poiraud     |
| 2004 | Narco                                         | Lenny Barra                  | Tristan Aurouet i Gilles Lellouche   |
| 2004 | Aaltra                                        | El motocross layman          | Benoît Delépine i Gustave Kervern    |
| 2005 | Akoibon                                       | Jean-Mi                      | Édouard Baer                         |
| 2005 | Entre ses mains                               | Laurent Kessler              | Anne Fontaine                        |
| 2006 | Jean-Philippe                                 | Bernard Frédéric             | Laurent Tuel                         |
| 2006 | Selon Charlie                                 | Joss                         | Nicole Garcia                        |
| 2008 | Astèrix als Jocs Olímpics                     | Brutus                       | Thomas Langmann i Frédéric Forestier |
| 2008 | Louise-Michel                                 | Guy, l’enginyer              | Gustave Kervern y Benoît Delépine    |
| 2009 | La guerre des miss                            | Franck Chevrel               | Patrice Leconte                      |
| 2009 | Coco, de la rebel·lia a la llegenda de Chanel | Anne Fontaine                | Étienne Balsan                       |
| 2009 | Bancs publics (Versailles Rive-Droite)        | El client a l’armari         | Bruno Podalydès                      |
| 2010 | L'Autre Dumas                                 | Auguste Maquet               | Safy Nebbou                          |
| 2010 | Mammuth                                       | El competidor                | Benoît Delépine y Gustave Kervern    |
| 2010 | Tímids anònims                                | Jean-René van Den Hugde      | Jean-Pierre Améris                   |
| 2010 | Kill Me Please                                | Monsieur Demanet             | Olias Barco                          |
| 2011 | Res a declarar                                | Ruben Vandevoorde            | Dany Boon                            |
| 2011 | Mon pire cauchemar                            | Patrick                      | Anne Fontaine                        |
| 2012 | Le Grand Soir                                 | Benoît Savelli un.k.Un. "No" | Gustave Kervern y Benoît Delépine    |
| 2013 | Une histoire d'amour                          | El banquer                   | Hélène Fillières                     |
| 2013 | Une place sur la Terre                        | Antoine                      | Fabienne Godet                       |
| 2014 | Trois Cœurs                                   | Marc                         | Benoît Jacquot                       |
| 2015 | Le Tout Nouveau Testament                     | Déu                          | Jaco Van Dormael                     |
| 2015 | Une famille à louer                           | Paul-André Delalande         | Jean-Pierre Améris                   |
| 2016 | Ils sont partout                              | Boris                        | Yvan Attal                           |
| 2016 | Saint-Amour                                   | Bruno                        | Gustave Kervern i Benoît Delépine    |
| 2017 | 7 Jours pas plus                              | Pierre                       | Héctor Cabello Reyes                 |
| 2018 | Au poste !                                    | Buron                        | Quentin Dupieux                      |
| 2018 | Le Grand Bain                                 | Marcus                       | Gilles Lellouche                     |
| 2019 | Deux Fils                                     | Joseph                       | Félix Moati                          |
| 2019 | Blanche comme neige                           | Charles                      | Anne Fontaine                        |
| 2019 | Raoul Taburin                                 | Raoul Taburin                | Pierre Godeau                        |
| 2019 | Venise n'est pas en Italie                    | Bernard                      | Ivan Calbérac                        |
| 2019 | Adoration                                     | Hinkel                       | Fabrice Du Welz                      |
| 2020 | Effacer l'historique                          | Repartidor de Alimazone      | Gustave Kervern i Benoît Delépine    |
| 2020 | Comment je suis devenu super-héros            | Monte Carlo                  | Douglas Attal                        |
| 2020 | Profession du père                            | André Choulans               | Jean-Pierre Améris                   |
| 2021 | Mystère à Saint-Tropez                        | Claude Tranchant             | Nicolas Benamou                      |
| 2021 | Inexorable                                    | Marcel Bellmer               | Fabrice du Welz                      |
| 2023 | Fumer fait tousser                            | Lézardin                     | Quentin Dupieux                      |

### Curtmetratges
- 1997 : Le Signaleur
- 1988 : Pas de C4 vierte Daniel Daniel per Rémy Belvaux i André Bonzel

## Premis i distincions
Festival Internacional de Cinema de Canes
| Any  | Categoria  | Pel·lícula                     | Resultat  |
| ---- | ---------- | ------------------------------ | --------- |
| 1992 | Premi SACD | Va succeir a prop de casa teva | Guanyador |

Festival de Sitges
| Any  | Categoria                    | Pel·lícula                     | Resultat  |
| ---- | ---------------------------- | ------------------------------ | --------- |
| 1992 | Premi a la millor pel·lícula | Va succeir a prop de casa teva | Guanyador |

Festival Internacional de Cinema de Sant Sebastià
| Any  | Categoria                      | Pel·lícula                  | Resultat  |
| ---- | ------------------------------ | --------------------------- | --------- |
| 2001 | Premi del jurat al millor guió | Le Vélo de Ghislain Lambert | Guanyador |